# Björn Dunkerbeck
Björn Dunkerbeck (Ribe, Dinamarca, 16 de julio de 1969) es un  windsurfista suizo de origen danés. Ha sido 42 veces campeón del mundo de windsurf, en las modalidades de olas, slalom, freestyle, speed y absoluta.

## Biografía
Nacido en Dinamarca de padre holandés y madre danesa, con tres años de edad emigró con sus padres y hermana a Gran Canaria, España. Residió en Tauro, municipio de Mogán, donde comenzó a estudiar en una pequeña escuela para residentes extranjeros.
A muy corta edad, ya demostró una gran valía en los deportes. El Windsurf lo encontró en la escuela que su padre abrió a principios de los 80 en Playa del Inglés, Maspalomas, para posteriormente a principio de los 90 trasladarla a Playa del Águila, la cual dirige actualmente su hermana Britt Dunkerbeck. (Varias veces campeona del mundo en la modalidad femenina de racing y waves)
La Playa del Águila se le quedó pequeña y empezó a buscar lugares más radicales para la práctica de este deporte. En su búsqueda llegó a Pozo Izquierdo, Santa Lucía de Tirajana, allí llegaba sin permiso de sus padres y conduciendo una antigua furgoneta sin carné, porque sin lugar a dudas sentía que esa playa estaba en su destino. Durante mucho tiempo estuvo yendo y viniendo navegando directamente desde Playa del Águila.
Y así fue, esa playa (Pozo Izquierdo) llena de piedras, ventosa, sin ningún tipo de acceso y con el único camino del que recorrían los agricultores del tomate, se ha convertido en el primer lugar para la práctica profesional del Windsurf, realizándose desde el año 1989 el Gran Canaria Grand Slam, la prueba más importante del circuito mundial profesional Professional Windsurfers Association (PWA), organizada inicialmente por sus padres.
Actualmente reside en San Bartolomé de Tirajana, Gran Canaria. Es padre de cuatro niños y compite con el número de vela SUI-11 aunque antes llevaba el E-11.

## Títulos
- Absoluto: Campeón del mundo de la PWA en 1988, 1989, 1990, 1991, 1992, 1993, 1994, 1995, 1996, 1997, 1998 y 1999
- Slalom: Campeón del mundo de la PWA en 1988, 1989, 1990, 1991, 1992, 1993, 1994, 2005 y 2011
- Olas: Campeón del mundo de la PWA en 1990, 1992, 1993, 1994, 1995, 1999 y 2001
- Course Racing: Campeón del mundo de la PWA en 1990, 1991, 1992, 1993 y 1994
- Racing: Campeón del mundo de la PWA en 1995, 1996, 1997, 1998 y 1999
- Freestyle: Campeón del mundo de la PWA en 1998
- Speed: Campeón del mundo de la ISA en 1994 y 2005
- Speed: Campeón del mundo de la ISWC en 2016
- Lüderitz Speed Challenge: Record del mundo de velocidad punta en windsurf con 103,68 km/h. Primera vez en la historia que se rompe la barrera de 100 km/h. 2021

## Premios, reconocimientos y distinciones
- Medalla de Oro de la Real Orden del Mérito Deportivo, otorgada por el Consejo Superior de Deportes (1996)